# مات كروسلي
مات كروسلي (بالإنجليزية: Matt Crossley)‏ (18 مارس 1968 - ) هو لاعب كرة قدم بريطاني في مركز الدفاع. لعب مع ويكمب وندررز ونادي ألدرشوت تاون.

## وصلات خارجية
- مات كروسلي على موقع قاعدة بيانات كرة القدم.إي يو (الإنجليزية)
- مات كروسلي على موقع Soccerbase.com (لاعب) (الإنجليزية)